# جامیکا کینکید

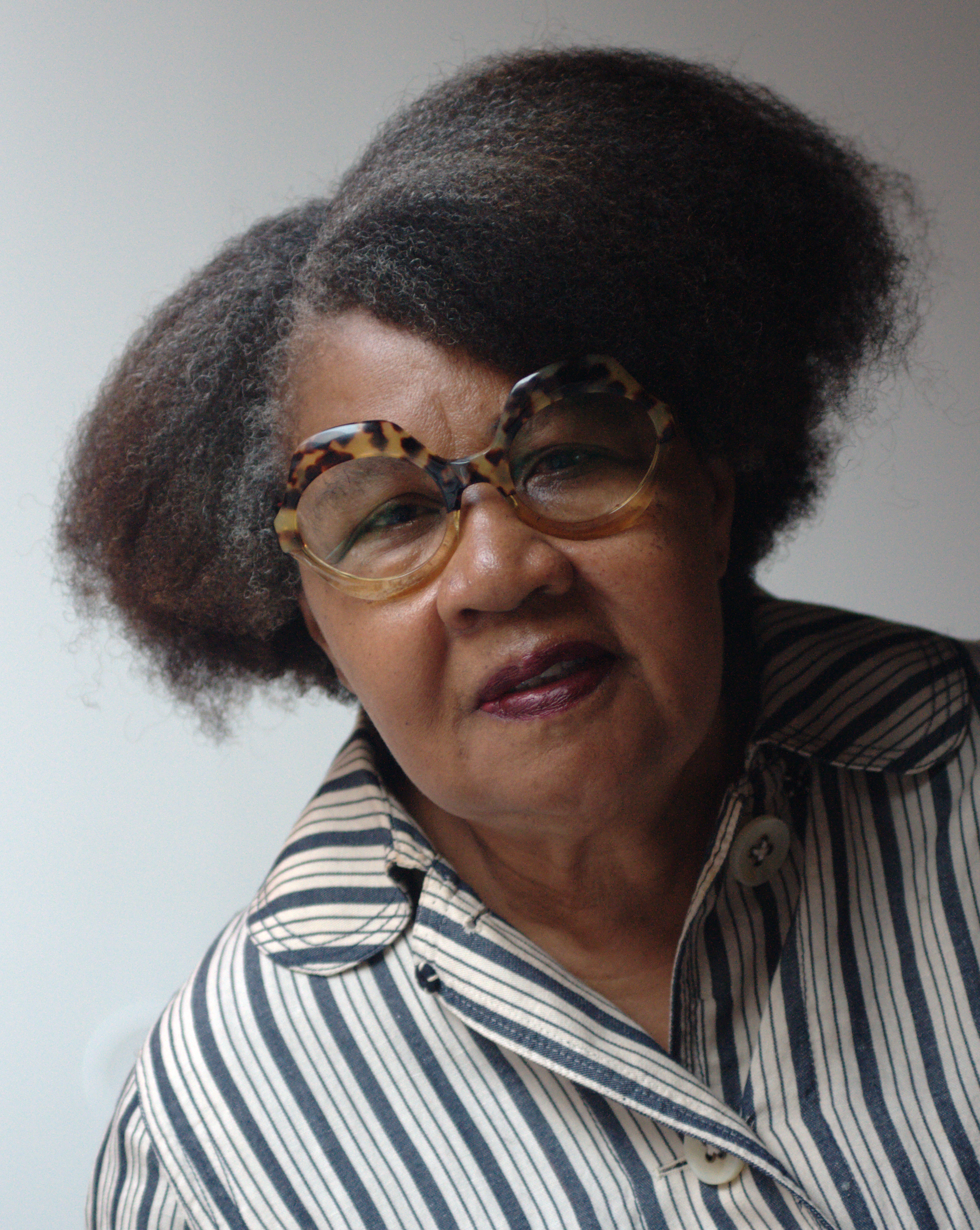
جامِیکا کینکید ملقب به ایلین سینتیا پاتر ریچاردسون

جامِیکا کینکید، (به انگلیسی: Jamaica Kincaid) (زاده ۱۹۴۹) نام واقعی ایلین سینتیا پاتر ریچاردسون (به اسپانیایی: Elaine Cynthia Potter Richardson) نویسنده یهودی اهل آنتیگوآ و باربودا ساکن ایالات متحده

## کتابشناسی
او در بیشتر آثارش به زندگی خود، محیط زندگی، سفرها و اعضای خانواده‌اش می‌پردازد
- دختر (به انگلیسی: Girl) (۱۹۷۸)
- جای کوچک (به انگلیسی: A Small Place) (۱۹۸۸)
- (به انگلیسی: Talk Stories) (۲۰۰۰)
- آقای پاتر (به انگلیسی: Mr. Potter) (۲۰۰۲)